# Péterfy Jenő
Péterfy Jenő (Buda, 1850. július 8. – Károlyváros, 1899. november 5.) tanár, irodalomtörténész, esztéta.

## Életpályája

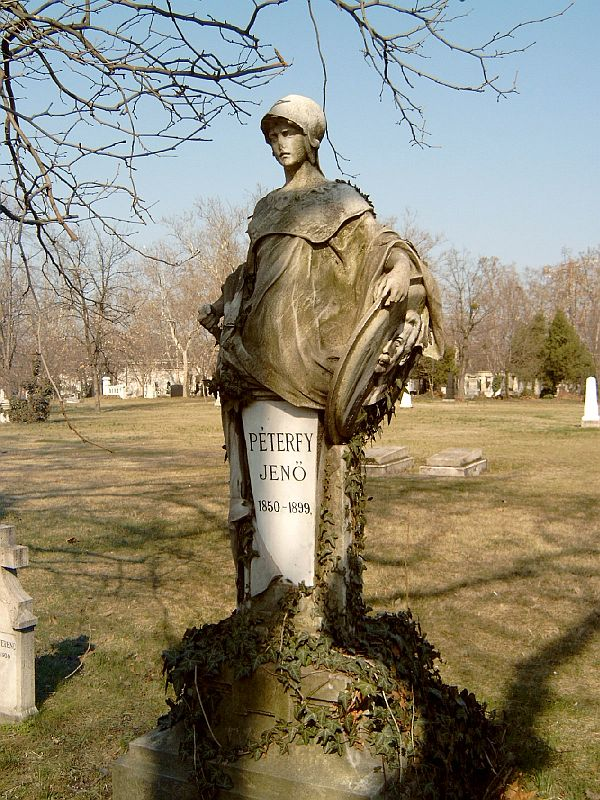
Péterfy Jenő sírja Budapesten. Kerepesi temető: 28-1/a-15. Donáth Gyula alkotása

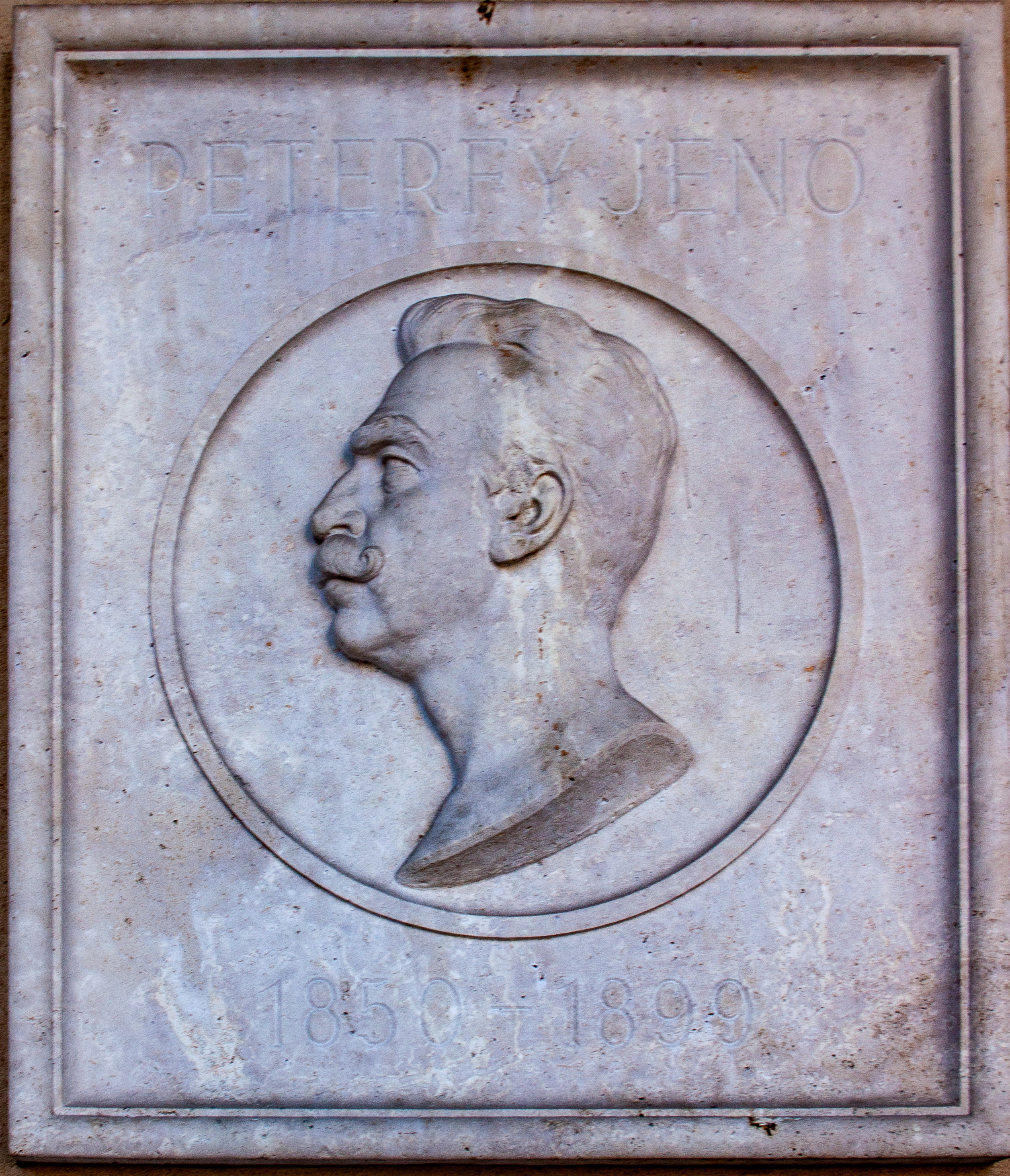
Dombormű a szegedi Dóm téren

Apja Péterfy József, anyja Csillag Szabina volt. Apjának könnyelmű állhatatlansága a családot vagyontalanná tette; anyját a rajongásig szerette, sokszor mondta: „ami jó van bennem, azt anyámtól örököltem”. Anyja egész odaadással őrködött nevelésén; bizonyos tekintetben gyermek maradt egész életében és ritka példája volt a szeretetreméltóságnak. Budáról 1854-ben Kolozsvárra, onnan Egerbe vitték szülei, ahol 1860 őszén került a nagygimnáziumba. Az alsó osztályokat a pesti Piarista Gimnáziumban végezte; itt Kalmár Endrének, a történet és természetrajz tanárának volt kedvenc tanítványa. A felsőbb osztályokat a budai főgimnáziumban végezte, egy vagy két osztályt mint magántanuló. Egyenlő hévvel tanulta a tantárgyakat, a matematika azonban egyik legkedveltebb tárgya volt és mindig kitűnt iskolatársai közül. Mindemellett hegedülni tanult és sokat olvasott. 1868 őszi félévére jogásznak iratkozott be a pesti egyetemre, a jogi tudományokhoz azonban nem volt kedve, tehát csakhamar átiratkozott a filozófiai karra. 1870 augusztusában a miniszter kinevezte a tanárképző történetföldrajzi szakosztály rendes tagjává, évi 400 forint ösztöndíjjal az 1871–72. tanévre, de már a második félévben, romló családi viszonyai miatt más hivatalt kellett keresnie. 1872. március 11-én kezdett ideiglenes segédtanári minőségben tanítani a belvárosi reáliskolában, ahová az év november 5-én rendszeres segédtanárnak nevezték ki. 1873. május 8-án tette le a tanári vizsgát, július 21-én bölcseleti doktorrá avatták. 1876. július 6-án rendes tanárrá választották a Budapest VIII. kerülete főreáliskolájához. Nem elégedett meg azonban a tanítással, hanem folytonosan tanult; a filozófiában Kuno Fischer volt első példaképe, Wagner zenéjéért és költészetéért rajongott, lelkesedett Hegel filozófiájáért és Sainte-Beuve-t igen szerette. 1880 és 1883 között az Egyetértés című lapba írt színikritikákat. Friedrich Theodor Vischer erős és tartós hatással volt Péterfy kritikai fejlődésére, aki pesszimista természetével kereste a magányt és hamar leszámolt a boldogsággal, de sohasem panaszkodott. A zene volt az első művészet, amellyel foglalkozott és mint zenereferens lépett először a nyilvánosság elé egy német napilapban. Anyjával, aki német nevelésű volt, németül beszélt és sokat is olvasott németül. 1887. február 1-jén a Kisfaludy Társaság tagjává választotta, székfoglalóját 1887. március 30-án tartotta A tragédiáról című tanulmányával. Péterfy sokfélét tanult és tudott, csak egyet nem bírt megtanulni, az önmagával való megelégedést. Sokat utazott, eleinte különösen Németországban, szerette a német városokat, parkjaikat, épületeiket és gyűjteményeiket; Ausztria vagy Felső-Magyarország erdős, hegyes tájékain majd mindenről megfeledkezett. 1888-ban volt először Velencében, 1891-től minden tavasszal megismételte az olasz utat, végigjárva a királyságot egész Szicíliáig; rajongásig szerette a művészetet és a természet szépségeit. 1889 őszén hozzáfogott a görög nyelv tanulásához, 1890 nyarán már boldog Homérosz-olvasónak mondta magát; újgörögül is tanult. 1894-ben nagy csapás érte: anyját egy utazásából hazatérve súlyos betegen találta és 1896 februárjában el is vesztette. Ezzel elszakadt az egyetlen kötelék, amely szívét az élethez csatolta. Szórakozást keresett, elővette hegedűjét, jobban simult az emberekhez, sőt 1896 őszén tanári állást vállalt az Eötvös József Collegiumban, hetenként néhány esti órában egyetemi hallgatókat oktatott az irodalomra. 1898-ban Heinrich Gusztáv felszólítására hozzáfogott a görög irodalomtörténet megírásához az Egyetemes irodalomtörténet számára. Nagy izgalommal fogott munkájához, melytől maga is sok sikert várt; az első fejezetekkel készen is volt már; azonban 1899 júniusában teljesen elvesztette életkedvét és azzal a szándékkal hagyta el a nyáron Budapestet, hogy a következő iskolai évre szabadságot kér munkája befejezésére; visszajövet azonban panaszkodott, hogy egészsége hanyatlóban van. Október 31-én elindult Abbáziába, azzal a szándékkal, hogy nem tér többé vissza. November 5-én a Budapest felé induló gyorsvonatra ült, és dél felé, Károlyváros közelében főbe lőtte magát.

## Emlékezete
1900 végén a Kisfaludy Társaság hazaszállíttatta földi maradványait, és azóta ott pihennek a Kerepesi úti temetőben, ahol édesanyja is nyugszik. A Kisfaludy Társaság kezdeményezésére tisztelői szép emléket állítottak sírjára.

## Művei
- Katona József Bánk bánja. Magyarázat. Budapest, 1883 (Jeles Irók Iskolai Tára 22.)
- Francziaország klasszikus filozofusai a XIX. században. Irta Taine. Az eredetinek 4. kiadása után ford. Budapest, 1884 (Filozófiai Irók Tára IV.)
- A philosophia viszonya a természettudományokhoz és a valláshoz, írta Barthélemy-Saint-Hilaire. Ford. és előszóval bevezette. Budapest, 1890 (Az MTA könyvkiadó vállalata;  Uj F. I. k.)
- A szent. Tört. elbeszélés, írta Meyer K. F., ford. és előszóval bevezette. Kiadja a Kisfaludy-Társaság. Budapest, 1890[2]
- Macbeth. Shakespeare tragédiája. Ford. Szász Károly. Jegyzetekkel és magyarázatokkal kiadta. Budapest, 1892 (Jeles Irók Iskolai Tára 40.)
- Jenatsch György. Regény. Irta Meyer K. F., ford. S. M. Budapest, 1892 (a Budapesti Szemléből)
- A magyar művészet válságos helyzete; Franklin Ny., Budapest, 1893
- Platon válogatott művei. I. kötet. Gorgias. Philebos. Görögből ford. és bevezetéssel ellátta. Budapest, 1893 (Filozofiai Írók Tára X.)
- Katona József Bánk bánja; magyarázta Péterfy Jenő, 2. kiad.; Franklin, Budapest, 1897 (Jeles írók iskolai tára)
- Péterfy Jenő összegyűjtött munkái. A Kasszelik-alapítványból kiadja a Kisfaludy-Társaság. Budapest, 1901-1903. Három kötet (sajtó alá rendezte Angyal Dávid)
- Aristophanes; Franklin, Budapest, 1909 (Olcsó könyvtár)
- Petőfi Sándorról; németből ford. Baróti Lajos; Franklin, Budapest, 1913 (Olcsó könyvtár)
- Eugène Péterfy: Essais critiques; franciára ford. René Bichet, Stiegelmár Robert; Fontemoing, Paris, 1914
- Három görög drámaíró; Franklin, Budapest, 192?
- Péterfy Jenő munkái. Irodalmi tanulmányok; bev. Ambrus Zoltán; Franklin, Budapest, 1928 (Élő könyvek. Magyar klasszikusok) Online
- Péterfy Jenő zenekritikái; Egyetemi Ny., Budapest, 1931 (Magyar irodalmi ritkaságok)
- Péterfy Jenő dramaturgiai dolgozatai, 1-4.; Egyetemi Ny., Budapest, 1931-1932   1. - 2. - 3. - 4.
- Péterfy Jenő magyar irodalmi bírálatai; Egyetemi Ny., Budapest, 1938 (Magyar irodalmi ritkaságok)
- A három görög tragédia-költő. Tanulmányok; Franklin, Budapest, 1944 (Olcsó könyvtár)
- Péterfy Jenő válogatott művei; vál., sajtó alá rend., bev. Németh G. Béla; Szépirodalmi, Budapest, 1962 (Magyar klasszikusok)
- Péterfy Jenő válogatott művei; vál., szöveggond., jegyz. Sőtér István; Szépirodalmi, Budapest, 1983 (Magyar remekírók)
- Péterfy Jenő zenekritikái; összeáll., szöveggond., jegyz. Wilheim András, német szöv. ford. Grossmann-Vendrey Zsuzsa; Kortárs, Budapest, 2002

Több irodalmi tanulmányt, esszét írt a Budapesti Szemlében, nevezetesen Eötvös József báróról, Kemény Zsigmondról, Bajza Józsefről, Jókai Mórról, Ibsenről, Dantéról, Taine-ről stb.  Lefordította Taine művét: A XIX. század francia filozófusait (a Bánóczi és Alexander Bernát szerkesztette Filozofiai Irók Tárában IV. köt.) Kiadott egy magyar Platón-kötetet: Platon válogatott művei (Budapest X. kötet). Kb. hat nyelvből műfordított, zenekritikákat is írt, valamint szócikkeket a Pallas nagy lexikonába.

## Emlékezete
- Gábor Andor Hét pillangó című kulcsregényének főhősében, Sámson Lászlóban Péterfy Jenőre ismerhetünk.

## Külső hivatkozások
- Péterfy Jenő munkái : Irodalmi tanulmányok (MEK)